# Reprezentacja Holandii na żużlu
Reprezentacja Holandii na żużlu – grupa żużlowców reprezentujących Królestwo Niderlandów w sportowych imprezach międzynarodowych. Za jej funkcjonowanie odpowiedzialny jest Koninklijke Nederlandse Motorrijders Vereniging (KNMV).